# Marianne Steinbrecher
Marianne Steinbrecher, nota come Mari (San Paolo, 23 agosto 1983), è una pallavolista brasiliana, opposto del Fluminense.

## Biografia
Nata a San Paolo, Mari, questo è il suo soprannome, ha discendenze sia russe che tedesche.

## Carriera

### Club
La carriera di Mari inizia a livello giovanile in un club di Rolândia, per proseguire in seguito nel Grêmio Londrinense, giocando come centrale. Entra quindi a far parte delle giovanili del BCN, dove inizia a giocare nel ruolo di opposto. Viene promossa in prima squadra, nel frattempo passata a chiamarsi Finasa, nella stagione 2003-04, facendo il suo esordio da professionista in Superliga: conquista due scudetti consecutivi, facendo incetta di premi individuali, tre edizioni del Campionato Paulista e una Salonpas Cup; nel corso dell'annata 2004-05 inizia a essere impiegata nel ruolo di schiacciatrice.
Nella stagione 2006-07 viene acquistata dalla squadra italiana della Robursport Pesaro, in serie A1, con la quale vince la Supercoppa Italiana. Dopo una parentesi al Pinheiros per la sola Coppa San Paolo, nella stagione successiva, sempre nella squadra pesarese, vince lo scudetto e la Coppa CEV: al termine della stagione lascia l'Italia per ritornare in Brasile tra le file del São Caetano, dove resta per un biennio.
Nel campionato 2010-11 viene ingaggiata dal Rio de Janeiro, dove, in due annate, vince uno scudetto e due Campionati Carioca. Nell'annata 2012-13 viene ingaggiata dal Fenerbahçe nella Voleybol 1. Ligi turca, ma già nell'annata successiva torna in Brasile per vestire la maglia del Praia Clube, con cui conquista il Campionato Mineiro.
Nella stagione 2014-15 torna nella città di Osasco, questa volta per vestire la maglia dell'Osasco, tornando a giocare nel ruolo di opposto. Nella stagione sguente ritorna nella massima divisione italiana per vestire la maglia del neopromosso Neruda, che lascia a stagione in corso, per poi approdare in Indonesia al Jakarta Pertamina. È nuovamente in Brasile per l'annata 2016-17, giocando per il Bauru, con cui conquista la Coppa San Paolo.
Dopo un triennio in cui si dedica al beach volley in tandem con Paula Pequeno, partecipando al circuito nazionale brasiliano, nella stagione 2020-21 torna a giocare a livello indoor, ingaggiata dal Fluminense.

### Nazionale
Fa parte della nazionale brasiliana dal 2004, anno in cui partecipa ai Giochi della XXVIII Olimpiade, dopo aver conquistato la medaglia d'oro al World Grand Prix, torneo nel quale si conferma medaglia d'oro nelle edizioni 2006 e 2008, eletta MVP di quest'ultimo torneo.
Riesce anche a centrare la medaglia d'argento al campionato mondiale 2006, mentre nei tornei zonali americani arrivano l'oro alla Coppa panamericana 2006, torneo nel quale viene premiata come miglior giocatrice e attaccante, l'argento ai XV Giochi panamericani e l'oro alla Final Four Cup 2008. Sempre nel 2008 conclude invece il ciclo olimpico con la vittoria della medaglia d'oro ai Giochi della XXIX Olimpiade.
Nel 2009 si aggiudica l'oro al World Grand Prix e al campionato sudamericano, seguite dall'argento alla Grand Champions Cup. Nel seguente triennio conquista l'argento al World Grand Prix 2010 e 2012 e l'oro al campionato sudamericano 2011, dove viene premiata come miglior attaccante. Nel 2012 conclude la sua carriera in nazionale dopo la mancata convocazione ai Giochi della XXX Olimpiade.

## Palmarès

### Club
- Campionato brasiliano: 3

2003-04, 2004-05, 2010-11
- Campionato italiano: 1

2007-08
- Supercoppa italiana: 1

2006
- Coppa CEV: 1

2007-08
- Campionato Paulista: 3

2003, 2004, 2005
- Campionato Carioca: 2

2010, 2011
- Campionato Mineiro: 1

2013
- Coppa San Paolo: 1

2007

### Nazionale (competizioni minori)
- Coppa panamericana 2006
- Giochi panamericani 2007
- Final Four Cup 2008
- Giochi panamericani 2011

### Premi individuali
- 2004 - Superliga: Miglior realizzatrice
- 2004 - Superliga: Miglior attaccante
- 2004 - Superliga: Miglior muro
- 2004 - Superliga: Atleta rivelazione
- 2005 - Superliga: Miglior servizio
- 2006 - Coppa panamericana: MVP
- 2006 - Coppa panamericana: Miglior attaccante
- 2008 - World Grand Prix: MVP
- 2011 - Campionato sudamericano: Miglior schiacciatrice